# Символ либры
Запрос «℔» перенаправляется сюда; о денежной единице см. Фунт (денежная единица) или Либра; о единице измерения массы см. Фунт (единица измерения) или Либра.
Символ или знак либры (℔) — типографский символ, который входит в группу «Буквоподобные символы» (англ. Letterlike Symbols) стандарта Юникод и называется «Лигатура LB со штрихом» (англ. L B bar symbol); код — U+2114. Его основное назначение — краткое представление большинства значений таких понятий, как «либра» и «фунт». Те же функции выполняют такие сокращения, как «lb», «lib», «lbds», а также символ «#».

## Начертание
Символ либры представляет собой лигатуру двух строчных латинских букв «l» и «b» с добавлением одного горизонтального штриха. В некоторых шрифтах этот штрих может превращаться в росчерк.

Характерные варианты символа

## Использование в качестве сокращения названий единиц измерения массы и денежных единиц
Либра (лат. libra — весы, баланс, равновесие) — ключевая единица измерения массы в Древнем Риме. От неё произошли названия денежных единиц и единиц измерения массы многих европейских стран: лира (итал. lira) в Италии, ливр (фр. livre) во Франции, либра (исп. libra) в Испании, литра (др.-греч. λίτρα) в Византии. Другая линия терминов происходит от второй части полной версии древнеримского термина — либральный вес (лат. libra pondo — дословно «сбалансированный, должный, правильный вес»): фунт (англ. pound) в Англии, пунт (ирл. punt) в Ирландии, фунд (нем. Pfund) в германских государствах, русский фунт и другие фунты, использовавшиеся как единицы измерения массы и денежные единицы. Необходимо при этом иметь в виду, что выбор названия (либра, лира, ливр, фунт и т. д.) по отношению к конкретной денежной единице зависит исключительно от местных традиций именования местных валют и заимствования названий валют других государств. Так, например, в англоязычных странах лиры, ливры и либры, как правило, будут называться фунтами, во франкоязычных странах — ливрами (включая фунты), в испано- и португалоязычных — либрами, в итальяноязычных — лирами.
Вне зависимости от заимствованной части полного наименования древнеримской единицы измерения (libra или pondo), которая стала названием местной денежной единицы или единицы измерения массы, их сокращения, усвоенные европейцами, как правило, образованы от латинского слова libra, даже если они и называются фунтами — «lib», «lb», «℔», «L», «₤», «£». Иногда встречается сокращение «lbds», в котором первая часть («lb») взята от слова libra, а вторая («ds») — это окончание слова pounds (pound во множественном числе). В США при обозначении единиц измерения массы, в частности, торгового фунта, в качестве заменителя сокращений «lb» и «℔» может использоваться символ «#» (знак решётки, октоторп).
В настоящее время символ «℔» используется как сокращение понятия «аптекарский фунт» в аптекарской системе единиц измерения.